# تال تیمبر (کلرادو)
تال تیمبر (به انگلیسی: Tall Timber) یک منطقهٔ مسکونی در ایالات متحده آمریکا است که در شهرستان بولدر، کلرادو واقع شده‌است. تال تیمبر ۱٫۵ کیلومتر مربع مساحت و ۲۰۸ نفر جمعیت دارد و ۱٬۹۵۰٫۷۴ متر بالاتر از سطح دریا واقع شده‌است.